# Stephanie Beckert
Stephanie Beckert (n. 30 mai 1988, Erfurt, RDG) este o sportivă ce a reprezentat Germania, medaliată olimpică. A participat la două ediții ale Jocurilor Olimpice (2010, 2014) în care a câștigat o medalie de aur și două medalii de argint.